# جعبه موسیقی (فیلم ۱۳۸۶)
جعبه موسیقی فیلمی است به کارگردانی فرزاد موتمن و به تهیه‌کنندگی محمد خزاعی که در سال ۱۳۸۶ ساخته شد. فیلمنامهٔ آن را مسعود احمدیان با مشاورهٔ مسعود فراستی نوشت و رامبد جوان، نیکی کریمی، شاهرخ فروتنیان و ارسلان قاسمی نقش‌های اصلی آن را بازی کردند. جعبه موسیقی در بهمن ماه سال ۱۳۹۰ اکران شد.

## موضوع فیلم
داستان فیلم دربارهٔ پسربچه‌ای به نام علی (با بازی ارسلان قاسمی) است که به تازگی مادرش (نیکی کریمی) را از دست داده و با فرشته‌ای به نام ملکی (رامبد جوان) آشنا می‌شود. این آشنایی ماجراهایی را به دنبال دارد.

## جوایز
- برندهٔ تندیس زرین بهترین فیلمنامه در سی و هشتمین دورهٔ جشنواره بین‌المللی فیلم رشد
- نامزد دریافت جایزهٔ بهترین فیلم، بهترین کارگردانی و بهترین فیلمنامه در بیست و دومین جشنواره بین‌المللی فیلم‌های کودکان و نوجوانان